# Geometria strachu
Geometria strachu (ang. Geometry of Fear) – tendencja w rzeźbie brytyjskiej lat 50. XX wieku, termin ukuty przez Herberta Reada w 1952 w odniesieniu do ekspozycji prac pokazywanych na Biennale w Wenecji w tym roku. Wyrażał lęki pozostałe po II wojnie światowej, a także te późniejsze, związane z zimną wojną.

## Przedstawiciele
- Bernard Meadows
- Eduardo Paolozzi
- Geoffrey Clarke
- Kenneth Armitage
- Lynn Chadwick
- Reg Buttler
- William Turnbull